# فالديمار بيونتيك
فالديمار بيونتيك (بالبولندية: Waldemar Piątek) هو لاعب كرة قدم بولندي في مركز حراسة المرمى، ولد في 2 نوفمبر 1979 في دبيتسا في بولندا. شارك مع منتخب بولندا لكرة القدم. أما مع النوادي، فقد لعب مع لخ بوزنان.